# ألكسندر شتيفان
ألكسندر شتيفان (بالألمانية: Alexander Stephan)‏ (15 سبتمبر 1986 بإرلنغن في ألمانيا - ) هو لاعب كرة قدم ألماني في مركز حراسة المرمى. شارك مع منتخب ألمانيا تحت 19 سنة لكرة القدم. أما مع النوادي، فقد لعب مع نادي نورنبرغ و1. FC Nürnberg II ‏.

## وصلات خارجية
- ألكسندر شتيفان على موقع قاعدة بيانات كرة القدم.إي يو (الإنجليزية)
- ألكسندر شتيفان على موقع بيانات كرة القدم. دي إي (الألمانية)
- ألكسندر شتيفان على موقع Soccerway.com (الإنجليزية)
- ألكسندر شتيفان على موقع عالم كرة القدم.نت (الإنجليزية)